# Bob Said
Boris »Bob« Said, ameriški dirkač Formule 1, * 5. maj 1932, New York, New York, ZDA, † 24. marec 2002, Seattle, Washington, ZDA.
Bob Said je pokojni ameriški dirkač Formule 1. V svoji karieri je nastopil le na domači dirki za Veliko nagrado ZDA v sezoni 1959, kjer je z dirkalnikom Connaught Type C odstopil v prvem krogu zaradi trčenja.
Bob Said je tudi dvakratni udeleženec Zimskih olimpijskih iger, leta 1968 v Grenoblu in leta 1972 v Saporu. Tekmoval je v bobu. 
Umrl je leta 2002.

## Popolni rezultati Formule 1
(legenda) (odebeljene dirke pomenijo najboljši štartni položaj, poševne pa najhitrejši krog, †-uvrščen kljub odstopu)
| Leto | Moštvo                      | Šasija           | Motor           | 1   | 2   | 3   | 4   | 5  | 6   | 7   | 8   | 9       | Prv | Toč |
| ---- | --------------------------- | ---------------- | --------------- | --- | --- | --- | --- | -- | --- | --- | --- | ------- | --- | --- |
| 1959 | Connaught Cars / Paul Emery | Connaught Type C | Alta Straight-4 | MON | 500 | NIZ | FRA | VB | NEM | POR | ITA | ZDA Ret | -   | 0   |